# Нивки (зупинний пункт)
Ни́вки — залізничний зупинний пункт Коростенської дирекції Південно-Західної залізниці.
Розташований у селі Нивки Овруцького району Житомирської області на лінії Овруч — Вільча між станціями Овруч (23 км) та Рача (10 км).
Станом на лютий 2020 року пасажирське сполучення відсутнє, здійснюються промислові перевезення.